# René Zonschits
René Zonschits (* 10. Februar 1986 in Hainburg) ist ein österreichischer Politiker (SPÖ). Seit 2023 ist er Abgeordneter zum Landtag von Niederösterreich.

## Leben
René Zonschits besuchte die Handelsschule in Gänserndorf. Von 2005 bis 2010 arbeitet er bei der Volksbank Marchfeld. Seit 2010 ist er Amtsleiter in seiner Heimatgemeinde Angern an der March. René Zonschits ist auch Winzer.

## Politische Karriere
Seit 2010 ist er Mitglied des Gemeinderates von Angern an der March für die Sozialdemokratische Partei Österreichs. Im Jahr 2019 wurde René Zonschits  Ortsvorsteher der SPÖ in Ollersdorf. Seit 2020 ist er Vizebürgermeister der Marktgemeinde Angern. Im Jahr 2022 wurde der Vizebürgermeister der Marktgemeinde Angern auch SPÖ Bezirksparteivorsitzender. Seit März 2023 ist René Zonschits Abgeordneter zum Landtag von Niederösterreich. Als Kuratoriumsmitglied der Betriebsgesellschaft Marchfeldkanal folgte er Karin Renner nach.